# 新斯塔夫齊 (利維夫州)
50°15′30″N 24°54′42″E / 50.25833°N 24.91167°E
新斯塔夫齊（羅馬化：Novostavtsi）是烏克蘭西部的村莊，隸屬利維夫州的舍普季茨基區。該村面積1.1平方公里，海拔高度199米，2001年人口362，人口密度每平方公里327.6人。